# Greta Helms
Greta Ester Linnea Helms, född Nilsson den 4 juni 1903 i Hagebyhöga församling, död 6 mars 1990 i Stockholm, var en svensk försäljningschef och bokförläggare. Hon var en av de första och mest inflytelserika kvinnorna inom svensk bokhandel. Hon blev försäljningschef för Albert Bonniers förlag 1937 och var den första kvinnan i Bonniers direktion.

## Biografi
Greta Helms började som bokhandelsmedhjälpare hos Olga Hasselberg 1920 efter att ha avlagt realexamen i Åtvidabergs högre folkskola. Där stannade hon i drygt två år för att sedan arbeta sex år i Arvid Hübinettes bokhandel i Östersund.
Efter Svenska Bokhandelsskolan 1927 studerade Greta Helms språk och bokhandel i Paris. Därefter hade hon 1929–1937 anställning i Sandbergs bokhandel i Stockholm. Tack vare sina kunskaper inom bokhandeln rekryterades hon till Alberts Bonniers förlag. Under perioden 1937–1968 verkade hon som försäljningschef, senare försäljningsdirektör och blev till sist också några år medlem i förlagets styrelse. Hon var också förlagets representant i Svenska Bokförläggareföreningen.
Efter sin långa karriär inom Bonnierkoncernen gick Greta Helms i pension våren 1968. Redan på hösten 1968 satte hon fart igen med faksimilförlaget Rediviva. Hon lämnade arbetet med att marknadsföra bästsäljare och massupplagor bakom sig. Hennes förlag inriktade sig i stället på exklusiva upplagor av rara verk. Utgivningen hade två huvudfåror. Serien Suecica rediviva var främst ägnad historiskt intressanta topografiska verk, en del utgivna i exklusiva numrerade utgåvor och andra kopplade till olika landskap och hembygdsintressen. Men Rediviva gav också ut kuriosaskrifter såsom handböcker och lättsamma guider i mindre format. Åhlén & Holms katalog blev förlagets största försäljningssuccé.
I utgivningen fanns också en tredje gren – bibliografierna. Detta inslag har kunnat överleva längst, eftersom verken haft så stor betydelse i ett längre perspektiv för bibliotekspersonal och historiker. Greta Helms erkände själv att Redivivas böcker var bra för samlarna men svåra för bokhandeln. Under de 16 år som hon drev sitt förlag gav det ut drygt 150 titlar, varav närmare 100 ingick i huvudserien. Förlaget Rediviva var med några få undantag en affär som inte gick mer än jämnt upp. Det var ett dyrt men kärt nöje för Greta Helms, som i princip utförde allt arbete med urval och marknadsföring själv.
När Rediviva fyllde fem år hösten 1973 ordnades en jubileumsutställning på Kungliga biblioteket, där Greta Helms samlade ihop sin backlist för Rediviva – 75 förlagsprodukter. Hon hade i genomsnitt publicerat 15 faksimil per år. Utställningen invigdes av riksbibliotekarie Uno Willers som berömde Redivivas kulturgärning. Men femårsjubileet var inte bara en biblioteksintern angelägenhet. Greta Helms firade sitt förlag i kretsen av Sveriges kulturelit bland författare och publicister. Vid en fest i det Helmska hemmet samlades de kända namnen, som hon knutit kontakt med under de många åren på Bonnierkoncernen.
Greta Helms odlade ett stort bokhistoriskt intresse genom läsning av kataloger, flitiga biblioteks- och antikvariatsbesök och köp av gamla böcker. Detta intresse delade hon med sin make Adam Helms som 1944–1971 var chef för det Bonnierägda bokförlaget Forum.
Per I. Gedin, som kom till Bonniers i början på 1950-talet, kunde genast märka att de viktiga besluten togs av herrarna Tor, Kaj och Gerard Bonnier. Men försäljningsavdelningen styrdes av en ”enväldig chef” – Greta Helms, som var Sveriges första försäljningschef på ett bokförlag. Greta Helms själv var fullt medveten om problemet som kvinna och chef och har sagt att ”en kvinna måste vara minst dubbelt så bra som en man för att räknas som nästan lika bra” samt att ”hon måste förneka sina s k kvinnliga sidor av känslor och mjukhet”. Greta Helms fick kämpa stenhårt för att vinna respekt. Hon var ofta enda kvinnan i en mansdominerad värld. Trots att hon nådde så höga positioner inom det dominerande bokförlaget i Sverige finns hon i förbluffande få sammanhang omnämnd i företagshistorikerna.
Som kvinnlig pionjär under en stark moderniseringsprocess av svensk bokhandel och bokmarknad liknar Greta Helms engagemang på många sätt andra kvinnliga föregångare under 1900-talet, som folkbibliotekens Valfrid Palmgren och Greta Renborg. De var alla tidigt ute med nya idéer. Greta Helms engagerade sig under 1930- och 1940-talen inom bokhandelsmedhjälparnas fackliga förening BMF som sekreterare, styrelsemedlem och redaktör för dess tidning. Hon var aktiv i professionsfrågor, startade en stipendiefond för utbildning, höll föredrag, undervisade på Svenska bokhandelsskolan och skrev en korrespondenskurs i försäljningsteknik.
Greta Helms dog 1990 och är gravsatt på Skogskyrkogården i Stockholm.